# Американський кіборг: Сталевий воїн
«Американський кіборг: Сталевий воїн» (англ. American Cyborg: Steel Warrior) — американський фантастичний бойовик 1993 року. Прем'єра відбулася на Філіппінах 9 листопада 1993 року, а в США 7 січня 1994 року.
Після ядерної війни люди опинилися під владою штучного розуму. Група повстанців направляє єдину здорову жінку в порт, щоб переправити її до Європи. Але в подорожі її переслідує Кіборг, якого людині не здолати.

## Сюжет
Через 17 років після ядерної війни всі люди, що залишилися в живих, стали в'язнями комп'ютерної системи, наділеною штучним розумом. Нездатні до продовження роду через радіацію, люди приречені на повільне вимирання під пильним наглядом слуг системи — кіборгів. Проте повстанці розробили технологію штучного вирощення дітей і планують переправити єдине дитя та його біологічну матір, Мері, до Європи. Незадовго до відправлення система знаходить лабораторію повстанців і посилає туди безіменного Кіборга, щоби всіх убити. Мері вдається втекти, забравши капсулу з зародком.
Мері стикається з бандою трансвеститів, але її рятує повстанець Остін. Потім Мері йде до порту, де на неї чекає корабель, а Остін повертається до повстанців. Він приносить торговцю Акміру акумулятори, та Акмір хоче більше. До його крамниці вривається Кіборг і вимагає видати Мері. Кіборг застрелює Акміра, Мері зустрічає Остіна і вдвох вони вирішують дістатися до порту. Остін погоджується допомогти в обмін на протирадіаційні таблетки.
Остін і Мері йдуть підземними тунелями, де випадково активують міну. Остін змушує Кіборга підірватися на міні, та це не завдає суттєвої шкоди. Пізніше Кіборг виявляє місце їхньої ночівлі та переслідує Мері, не зважаючи на спроби Остіна його спинити. Обоє переодягаються, щоб збити Кіборга з пантелику. Остін дає Мері пістолет без набоїв. Поки він вирушає на розвідку, на Мері нападає грабіжниця Карп. Остін повертається і намагається залучити Карп до подорожі. Невдовзі Остін пояснює, що це була його сестра.
Дорогою до порту Остін випадково бачить у рюкзаку капсулу з зародком. Він розуміє, що не отримає таблеток і покидає Мері. Та потім усвідомлює, що Мері неминуче потрапить у лапи банди людоїдів і повертається. Ватажок людоїдів готується зарізати Мері, коли Остін вривається до їхнього лігва. Він дає Мері пістолет із набоями. Наближається Кіборг, Остін відрізає йому руку ножем і каже Мері йти далі без нього. Мері дивиться на його рани, отримані під час битви з Кіборгом і усвідомлює, що він теж кіборг. Остін заявляє, що він сам не знав ким він є, але Мері не вірить і йде до порту сама.
Несподівано Карп наздоганяє Мері та підказує як дістатися до порту. Коли Мері опиняється на березі, з води підводиться Кіборг і приголомшує Мері. Остін прибуває на допомогу, відкидає капсулу з зародком і встряє у двобій проти Кіборга. Він вириває ворогу нутрощі, коли Мері отямлюється. Мері передає капсулу повстанцям і пропонує Остіну поплисти удвох до Європи. Остін відповідає, що лишиться в Америці боротися проти системи.

## У ролях
- Джо Лара — Остін
- Ніколь Хансен — Мері
- Джон Сейнт Райан — Кіборг
- Йоссі Шилоах — Акмір
- Урі Гавріел — Ліч
- Хелен Леснік — Карп
- Андреа Літт — Арлін
- Джек Вайдекер — доктор Баклі
- Кевін Паттерсон — Раннер
- П.Х. Фріберг — старий
- Ніколь Бергер — повія
- Аллен Нешман — вчений
- Джек Едаліст — головоріз
- Девід Мілтон Джонс — фельдшер
- Ерік Сторч — сміттяр
- Джоель Каплан — охорона

## Сприйняття
Газета «The Spokesman-Review» зарахувала «Американського кіборга» до 10-и найгірших фільмів, які виходили в американський прокат у 1994 році.
Джо Лейдон у Variety описав «Американського кіборга» як низькоякісне наслідування «Шаленого Макса» й «Термінатора». Майже всі декорації фільму складаються з руїн заводу, а Джо Лара, що виявляється кіборгом, більше нагадує людину, ніж Ніколь Гансен, чиї шаблонні репліки лишається сприймати тільки з гумором. Тому фільм, — за висновком критика, — задовільнить лише найзатятіших фанатів бойовиків категорії «Б».